# Palacio de los Bandeirantes
El Palacio de los Bandeirantes (en portugués: Palácio dos Bandeirantes) es la sede oficial del Gobierno del estado de São Paulo. Situado en el distrito de Morumbí, en la ciudad de São Paulo, su construcción se inició en 1955, para albergar a la Universidade Fundação Conde Francisco Matarazzo pero, debido a problemas financieros, la obra fue paralizada.
Entidades como la Fundación Getúlio Vargas y la Fundación São Paulo fueron contactadas para retomar la obra y asumir su dirección, pero no se tuvo éxito. Por ello, se iniciaron negociaciones con el gobierno del estado que, el 19 de abril de 1964, mudó la sede del gobierno estatal del Palacio de los Campos Elíseos al Palacio de los Bandeirantes.
El nombre del palacio es un homenaje a los pioneros bandeirantes que, en los siglos XVII y XVIII, se adentraron en el actual territorio brasileño expandiendo de este modo las fronteras. Posee un rico acervo artístico de casi 1700 obras; entre ellas, cuadros de grandes pintores románticos brasileños del siglo XIX, como Almeida Júnior, Oscar Pereira da Silva y Pedro Américo, los cuales se encuentran en exhibición al público.